# Spitzberg (Landschaftsschutzgebiet, Landkreis Tübingen)
Der Spitzberg ist ein vom Landratsamt Tübingen am 15. Dezember 1967 durch Verordnung ausgewiesenes Landschaftsschutzgebiet auf dem Gebiet der Städte Tübingen und Rottenburg am Neckar.

## Lage
Das Landschaftsschutzgebiet Spitzberg liegt zwischen dem Rottenburger Stadtteil Wurmlingen im Westen und Tübingen im Osten. Im Norden wird es durch das Ammertal, im Süden durch das Neckartal begrenzt. Es umfasst den gesamten Spitzberg mit Ausnahme der unter Naturschutz stehenden Flächen.

## Landschaftscharakter
Der Spitzberg zeichnet sich durch die mit Trockenmauern terrassierten ehemaligen Weinberghänge aus. Lediglich um die Wurmlinger Kapelle im Westen des Gebiets wird das Gebiet zum Teil bis heute zum Weinbau genutzt. Hier befinden sich auch Streuobstwiesen und eine Wacholderheide. Die übrigen Flächen sind größtenteils bewaldet. 

## Zusammenhängende Schutzgebiete
In das Landschaftsschutzgebiet eingebettet liegen die Naturschutzgebiete Hirschauer Berg und Spitzberg-Ödenburg. im Norden grenzt unmittelbar das Landschaftsschutzgebiet Unteres Ammertal an.
Einige Flächen im Westen des Gebiets gehören zum FFH-Gebiet Spitzberg, Pfaffenberg, Kochhartgraben und Neckar. Das Landschaftsschutzgebiet liegt zudem im Vogelschutzgebiet Schönbuch.